# Japan Karate Association
Japan Karate Association (JKA, Японська Асоціація Карате) — одна з найстаріших і найвпливовіших організацій, що популяризує стиль шотокан у світі. Заснована у 1949 році в Токіо, Японія, вона відіграла ключову роль у формалізації, стандартизації та глобальному поширенні карате як бойового мистецтва і виду спорту.

## Історія
Japan Karate Association була офіційно створена у 1949 році групою учнів Гітена Фунакоші, визнаного засновника стилю шотокан. Першим головним інструктором JKA став Масатоші Накаяма, який розробив структуровану методику викладання карате.

## Діяльність
JKA організовує:
- тренування та семінари;
- міжнародні турніри;
- інструкторські курси;
- сертифікацію спортсменів та суддів;
- публікацію навчальних матеріалів.

Організація діє більш ніж у 100 країнах світу, дотримуючись суворих технічних та етичних стандартів карате.

## Стиль
JKA практикує стиль Шотокан, який вирізняється глибокими стійками, прямими ударами, увагою до техніки ката і куміте та традиційною дисципліною.

## Міжнародна діяльність
JKA має філії на всіх континентах, включно з офіційними представництвами в Європі, Північній і Південній Америці, Азії, Африці та Австралії. Її вважають еталонною організацією у стилі шотокан.

## Відомі представники
- Масатоші Накаяма
- Такаші Ямасакі
- Масао Кагава
- Хідетоцуцу Асаї